# Andrea Shaw
Andrea Shaw (Detroit, Míchigan; 18 de diciembre de 1983) es una culturista profesional estadounidense que ha sido campeona de Ms. Olympia cinco años consecutivos (2020, 2021, 2022, 2023 y 2024) y ha sido competidora de fitness y figura.

## Primeros años
Andrea creció en Detroit (Míchigan). De niña se dedicaba a la gimnasia y a la animación competitiva. En la Benjamin Nolan Middle School, en la clase de aeróbic de octavo grado, su profesora le enseñó a crear sus propias estructuras dentro de la escuela secundaria, que no ofrecía equipos adecuados ni muchos deportes organizados. Después del instituto, agotada de la gimnasia y la animación, decidió centrarse en los estudios. Después de ganar algo de peso, su madre, enfermera y antigua entrenadora personal, alentó sus ambiciones atléticas haciendo que empezara a hacer ejercicio en el gimnasio Powerhouse de Highland Park (Míchigan). A partir de los 15 años, empezó a ir al gimnasio por su cuenta. La compañera de entrenamiento de su madre era culturista y empezó a darle consejos sobre ejercicios de musculación cuando tenía 17 años. Dijo que entonces no deseaba ser culturista, sino que quería ser modelo de moda, pero no era lo suficientemente alta.

## Competición de fitness y de figura
A los 18 años, la asesora de entrenamiento de Andrea le dijo a su madre que no creía que tuviera el corazón para seguir entrenando. Esto la animó a centrarse en obtener una gran forma. Mientras entrenaba un día en el gimnasio Powerhouse, se encontró con una revista Oxygen y vio que la revista estaba llena de modelos atléticas de fitness y deportivas. Decidió que esa sería su ambición. Sin embargo, su cuerpo empezó a responder rápidamente al entrenamiento de resistencia y, una vez que empezó a entrenar intensamente con pesas, pronto la gente le preguntaba si competía en competiciones de musculación. No se veía a sí misma con suficiente tamaño y desarrollo para competir como culturista, pero le gustaba el aspecto de las competidoras de figuras en las revistas. En 2008, se presentó a dos competiciones de figuras, quedando en tercer y cuarto lugar, pero no sentía que estuviera en el camino correcto. Se tomó 8 años de descanso de las competiciones.
Durante este tiempo, Andrea asistió a la Universidad Estatal Wayne, donde comenzó a estudiar durante el primer año en el programa de Ciencias del ejercicio. Obtuvo una licenciatura en Ciencias del ejercicio y del deporte, además de seguir perfeccionando su entrenamiento de resistencia. En su búsqueda académica, dijo que descuidó su salud física y ganó unos 20 kilos ese año. Para mejorar su salud física, dio pequeños pasos en el ejercicio y la dieta. En lugar de suprimir alimentos de su dieta, comenzó a hacer sustituciones, supliendo las típicas patatas fritas por horneadas o al vapor, y envolturas de espinacas en lugar de pan normal. Empezó a investigar sobre el culturismo. Después de la universidad, se tomó un descanso de ocho años para continuar con sus estudios de culturismo. Hizo prácticas en el Centro Médico de Detroit, trabajó en el departamento de fisioterapia de Beaumont y obtuvo sus certificados de entrenamiento en grupo y entrenamiento personal.

## Competición de físico
Durante los ocho años siguientes, Andrea se tomó un descanso de la competición, y en su lugar se centró en el estudio y la investigación de ejercicios, en conseguir un nuevo entrenador y en suscribirse a revistas como Oxygen Mag, Muscle & Fitness Hers, Shape y Muscular Development. Cambió de carrera y encontró un programa que aborda específicamente la experiencia y la ciencia del deporte. En 2016, decidió reanudar la competición y se cambió a las físicas. Después de competir en seis competiciones, quedó en segundo lugar en los Nacionales de 2018, clasificándose para una tarjeta profesional de la IFBB. A continuación, acudió al Toronto Pro de 2019, quedando en 11.º lugar.

## Carrera en el culturismo
En el Toronto Pro de 2019, Andrea habló con uno de los jueces, junto con las culturistas Irene Andersen, Margaret Marvelous, Lenda Murray y Alina Popa, quienes le dijeron que parecía más una culturista que una competidora de físico y que debería considerar cambiar de división. También en el Toronto Pro 2019, le presentaron por primera vez a su futuro entrenador, el culturista profesional John Simmons. Compitió en el Chicago Pro de 2019 como culturista, quedando en segundo lugar tras Aleesha Young por un punto. Su couch era Simmons, entrenando en el Powerhouse Gym de Highland Park (Míchigan). Pasó de entrenar tres días a la semana a hacerlo todos los días, con ratios de 8 a 14 horas de entrenamiento a la semana, haciendo una vez a la semana una comida trampa para celebrar una semana de éxitos. Ha hecho apariciones como invitada en competiciones de culturismo, ha sido modelo para líneas de ropa femenina y ha viajado a Alemania para celebrar eventos de entrenamiento junto a Mamdouh Elssbiay, ganador del título de Mister Olympia en 2020.

## Vida personal
Andrea profesa el cristianismo y el judaísmo y vive en el Municipio de Clinton de Míchigan. Es entrenadora personal y ha mostrado su interés de continuar sus estudios para obtener el doctorado.